# Марк Тардіф
Марк Тардіф (фр. Marc Tardif, нар. 12 червня 1949, Гранбі) — колишній канадський хокеїст, що грав на позиції крайнього нападника. Грав за збірну команду Канади.
Володар Кубка Стенлі. Провів понад 500 матчів у Національній хокейній лізі.

## Ігрова кар'єра
Хокейну кар'єру розпочав 1967 року в ОХА.
1969 року був обраний на драфті НХЛ під 2-м загальним номером командою «Монреаль Канадієнс».
Протягом професійної клубної ігрової кар'єри, що тривала 15 років, захищав кольори команд «Монреаль Канадієнс» (НХЛ), «Лос-Анджелес Шаркс» (ВХА), «Мічиган Стегс» (ВХА), «Балтимор Блейдс» (ВХА) та «Квебек Нордікс» (ВХА/НХЛ).
Загалом провів 579 матчів у НХЛ, включаючи 62 гри плей-оф Кубка Стенлі.
Виступав за збірну Канади.

## Нагороди та досягнення
- Володар Кубка Стенлі в складі «Монреаль Канадієнс» — 1971, 1973.
- Володар Кубка Авко в складі «Квебек Нордікс» — 1977.
- Трофей Гарі Девідсона/Горді Хоу (ВХА) — 1976, 1978.
- Перша команда всіх зірок ВХА — 1976, 1977, 1978.
- Друга команда всіх зірок ВХА — 1975.
- Учасник матчу усіх зірок НХЛ — 1982.

## Статистика
| Сезон        | Клуб                              | Ліга         | Регулярний сезон | Регулярний сезон | Регулярний сезон | Регулярний сезон | Регулярний сезон | Плей-оф | Плей-оф | Плей-оф | Плей-оф | Плей-оф |
| Сезон        | Клуб                              | Ліга         | І                | Г                | П                | О                | ШХ               | І       | Г       | П       | О       | ШХ      |
| ------------ | --------------------------------- | ------------ | ---------------- | ---------------- | ---------------- | ---------------- | ---------------- | ------- | ------- | ------- | ------- | ------- |
| 1967–68      | «Монреаль Юніор Канадієнс»        | ОХА          | 54               | 32               | 34               | 66               | 62               | —       | —       | —       | —       | —       |
| 1968–69      | «Монреаль Юніор Канадієнс»        | ОХА          | 51               | 31               | 41               | 72               | 121              | —       | —       | —       | —       | —       |
| 1969–70      | «Монреаль Вояжерс»                | АХЛ          | 45               | 27               | 31               | 58               | 70               | 8       | 3       | 6       | 9       | 29      |
| 1969–70      | «Монреаль Канадієнс»              | НХЛ          | 18               | 3                | 2                | 5                | 27               | —       | —       | —       | —       | —       |
| 1970–71      | «Монреаль Канадієнс»              | НХЛ          | 76               | 19               | 30               | 49               | 133              | 20      | 3       | 1       | 4       | 20      |
| 1971–72      | «Монреаль Канадієнс»              | НХЛ          | 75               | 31               | 22               | 53               | 81               | 6       | 2       | 3       | 5       | 9       |
| 1972–73      | «Монреаль Канадієнс»              | НХЛ          | 76               | 25               | 25               | 50               | 48               | 14      | 6       | 6       | 12      | 6       |
| 1973–74      | «Лос-Анджелес Шаркс»              | ВХА          | 75               | 30               | 40               | 70               | 47               | —       | —       | —       | —       | —       |
| 1974–75      | «Мічиган Стегс»/«Балтимор Блейдс» | ВХА          | 23               | 12               | 5                | 17               | 9                | —       | —       | —       | —       | —       |
| 1974–75      | «Квебек Нордікс»                  | ВХА          | 53               | 38               | 34               | 72               | 70               | 15      | 10      | 11      | 21      | 10      |
| 1975–76      | «Квебек Нордікс»                  | ВХА          | 81               | 71               | 77               | 148              | 79               | 2       | 1       | 0       | 1       | 2       |
| 1976–77      | «Квебек Нордікс»                  | ВХА          | 62               | 49               | 60               | 109              | 65               | 12      | 4       | 10      | 14      | 8       |
| 1977–78      | «Квебек Нордікс»                  | ВХА          | 78               | 65               | 89               | 154              | 50               | 11      | 6       | 9       | 15      | 11      |
| 1978–79      | «Квебек Нордікс»                  | ВХА          | 74               | 41               | 55               | 96               | 98               | 4       | 6       | 2       | 8       | 4       |
| 1979–80      | «Квебек Нордікс»                  | НХЛ          | 58               | 33               | 35               | 68               | 30               | —       | —       | —       | —       | —       |
| 1980–81      | «Квебек Нордікс»                  | НХЛ          | 63               | 23               | 31               | 54               | 35               | 5       | 1       | 3       | 4       | 2       |
| 1981–82      | «Квебек Нордікс»                  | НХЛ          | 75               | 39               | 31               | 70               | 55               | 13      | 1       | 2       | 3       | 6       |
| 1982–83      | «Квебек Нордікс»                  | НХЛ          | 76               | 21               | 31               | 52               | 34               | 4       | 0       | 0       | 0       | 2       |
| Усього в НХЛ | Усього в НХЛ                      | Усього в НХЛ | 517              | 194              | 207              | 401              | 443              | 62      | 13      | 15      | 28      | 75      |
| Усього у ВХА | Усього у ВХА                      | Усього у ВХА | 446              | 316              | 350              | 666              | 418              | 44      | 27      | 32      | 59      | 35      |